# Prisma (óptica)

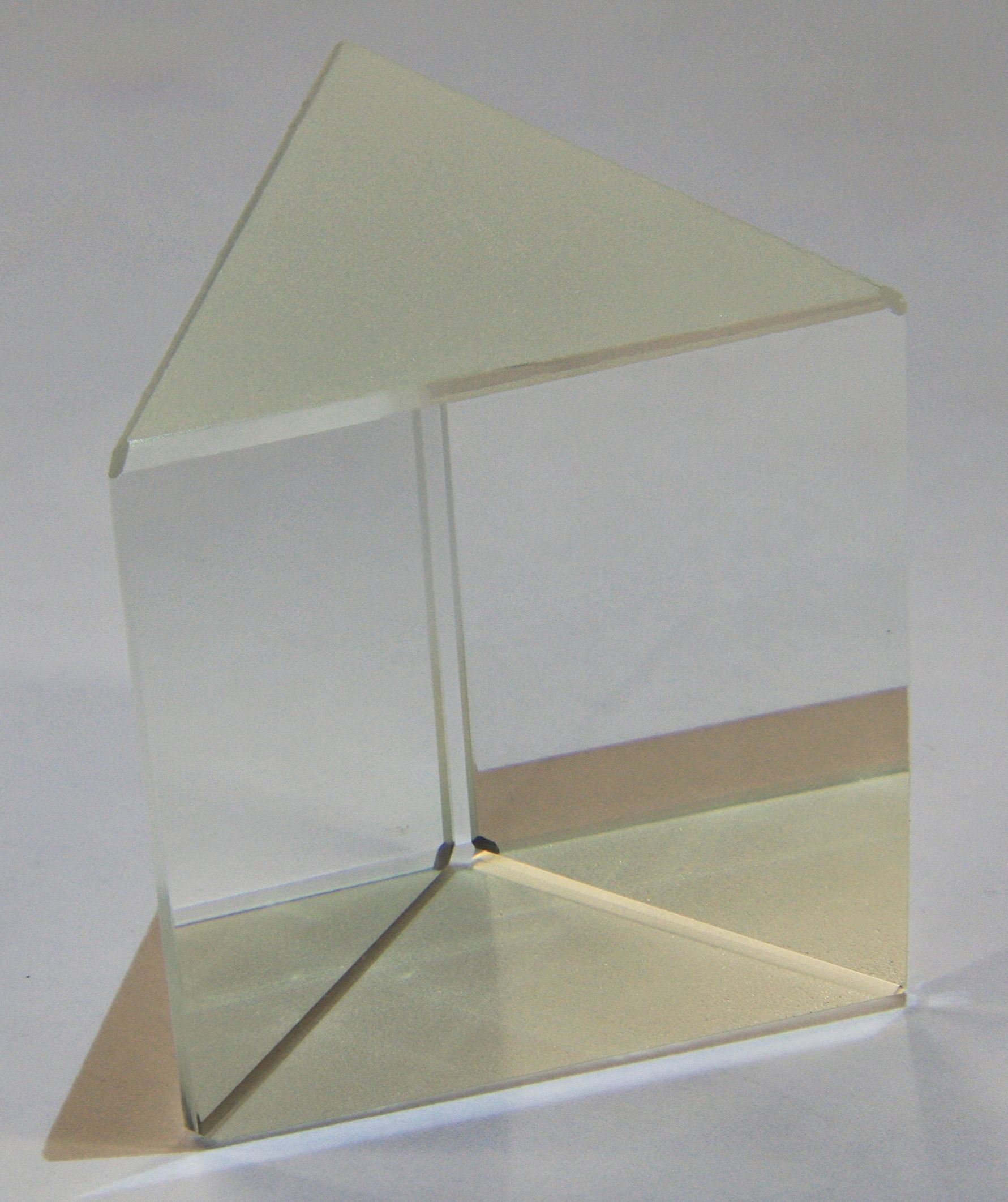
Um prisma de plástico. Newton usou prismas de vidro para fazer suas experiências. Também pode ser usado um prisma de materiais diferentes, como vidro preenchido com água.

Em óptica, um prisma é um elemento óptico transparente com superfícies retas e polidas que refractam a luz. Os ângulos exatos entre as superfícies dependem da aplicação. O formato geométrico tradicional é o prisma triangular com base quadrangular e lados triangulares, e o uso coloquial de "prisma" geralmente refere-se a essa configuração. Os prismas são tipicamente feitos de vidro, mas também podem ser feitos de qualquer material transparente aos comprimentos de onda ao qual são designados.
Um prisma pode ser usado para separar a luz em suas cores do espectro (as cores do arco-íris). Também podem ser usados para refletir a luz ou ainda dividi-la em componentes com diferentes polarizações.

## Mecanismo
Ao mudar entre um meio e outro (por exemplo, do ar para o vidro), a luz muda sua velocidade. Como resultado seu caminho é refractado e parte de si é refletida. O ângulo de entrada do raio de luz e os índices de refração dos dois meios determinam o quanto da luz é refletida e o quanto o caminho é refractado. O índice de refração dos meios variam de acordo com o espectro (ou cor) da luz devido à dispersão, fazendo com que as luzes de diferentes cores sejam separadas quando refractadas na superfície do prisma.

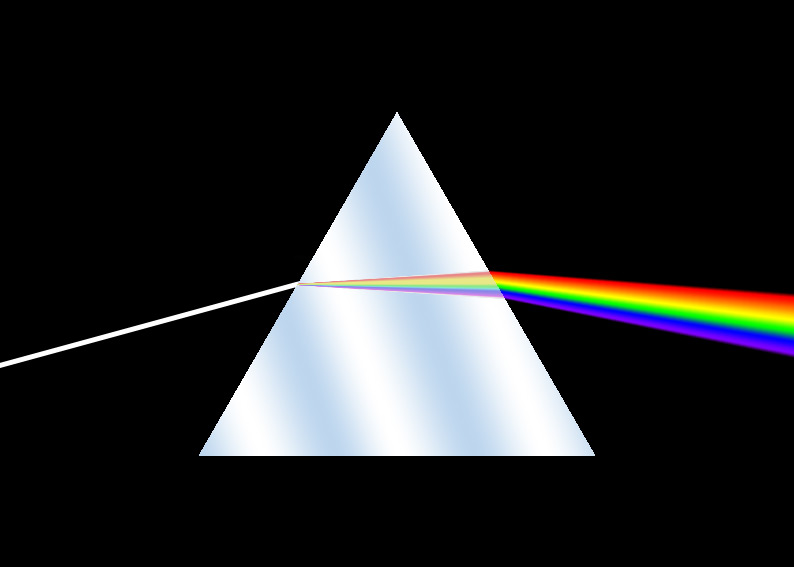
Prisma dispersivo separando as cores da luz, imagem também reconhecida como a capa do álbum da banda Pink Floyd, The dark side of the moon (1973).

## Tipos de prismas
- Prismas dispersivos são usados para separar a luz em suas cores de espectro pois o índice de refração depende da frequência; a luz branca entrando no prisma é uma mistura de diferentes frequências, e cada uma é refractada levemente diferente. Por exemplo, a cor azul é desviada um pouco mais que a cor vermelha.
- Prismas reflectivos são usados para refletir a luz, por exemplo, em binóculos.
- Prismas polarizados podem dividir o feixe de luz em componentes de variadas polaridades.